# Gaspar Aguilar
Gaspar Aguilar (València, 1561 - València, 26 de juliol de 1623) va ser un poeta i dramaturg valencià. La seua obra dramàtica pot inserir-se dins de la manera de Lope de Vega. Va escriure habitualment en castellà, i només de manera ocasional ho va fer en valencià.

## Biografia
Fill d'un passamaner benestant, va ser batejat en l'església de Sant Martí el 14 de gener de 1561. L'any 1588, en contra de la voluntat paterna, es va casar amb Lluïsa Peralta, dona d'extracció humil. A banda de la seua dedicació a la literatura va servir a diversos nobles, entre ells el comte de Sinarcas i vescomte de Xelva i el VII duc de Gandia. Probablement va viure durant un temps a Madrid. Morí a València en la misèria, i va ser enterrat a l'església de Sant Andreu.
Fou un dels promotors de l'Acadèmia dels Nocturns, a la qual va pertànyer amb el nom de Sombra. Per encàrrec del Consell Municipal fou organitzador i cronista de moltes de les festes que es van celebrar a València al tombant dels segles XVI i XVII. L'any 1618 va organitzar un certamen literari en lloança del sant Tomàs de Villanueva, i l'any 1622 un altre en honor de la Immaculada Concepció.

## Obra
Llista no exhaustiva

### Poesia

#### En castellà
- Rimas humanas y divinas, compilades ben entrat el s. XVII pel comte de Cocentaina, contenen la part més important de la seua producció lírica, per exemple, La fábula de Endimión y la Luna (poema epitalàmic en quintillas) i el cèlebre sonet a sant Vicent Ferrer
- Epitalamio en cuatro lenguas al casamiento de madona Francisquicia
- Trovas divinas y humanas enderezadas a la duquesa de Cocentaina
- Vexamen bilingüe, escrit en ocasió de les festes de beatificació de l'arquebisbe Tomás de Villanueva.
- Expulsión de los moros de España por el rey don Felipe III (1610)

#### En valencià
- Sonet d'elogi a l'obra d'Onofre Bartomeu Ginard sobre els furs de València (1608)
- Vexamen bilingüe, escrit en ocasió de les festes de beatificació de l'arquebisbe Tomás de Villanueva.

### Teatre

#### Religiós
- Fiestas que la insigne ciudad de Valencia ha hecho por la beatificación del santo fray Luis Bertrán, y una comedia del santo y el certamen poético que tuvo en el convento de Predicadores (1608)
- El caballero del sacramento

#### Històric
- La gitana melancólica (1608)
- Los amantes de Cartago (1614)

#### Costumista
- La venganza honrosa (1615)
- El mercader amante (1616)
- La fuerza del interés (1616)
- La suerte sin esperanza

### Altres
- Fiestas nupciales de la ciudad y reyno de Valencia al felicísimo casamiento del señor rey Felipe III con la señora reyna Margarita (1599)